# Place Peeter Põllu
La place Peeter Põllu (en estonien : Peeter Põllu plats), anciennement place de la Police (en estonien : Politsei plats, est un parc du quartier Kesklinn de Tartu en Estonie.

## Présentation
Le parc est situé entre Vabaduse puiestee, Munga tänav, Kompanii tänav et Gildi tänav.
Le 1er décembre 2008, le mémorial à Peeter Põllu, le premier ministre de l'Éducation de la république d'Estonie, a été inauguré sur la place devant le ministère de l'Éducation et de la Recherche.
En 2015, le parc a été nommé Peeter Põllu.

## Monuments
- Mémorial à Peeter Põllu

## Galerie

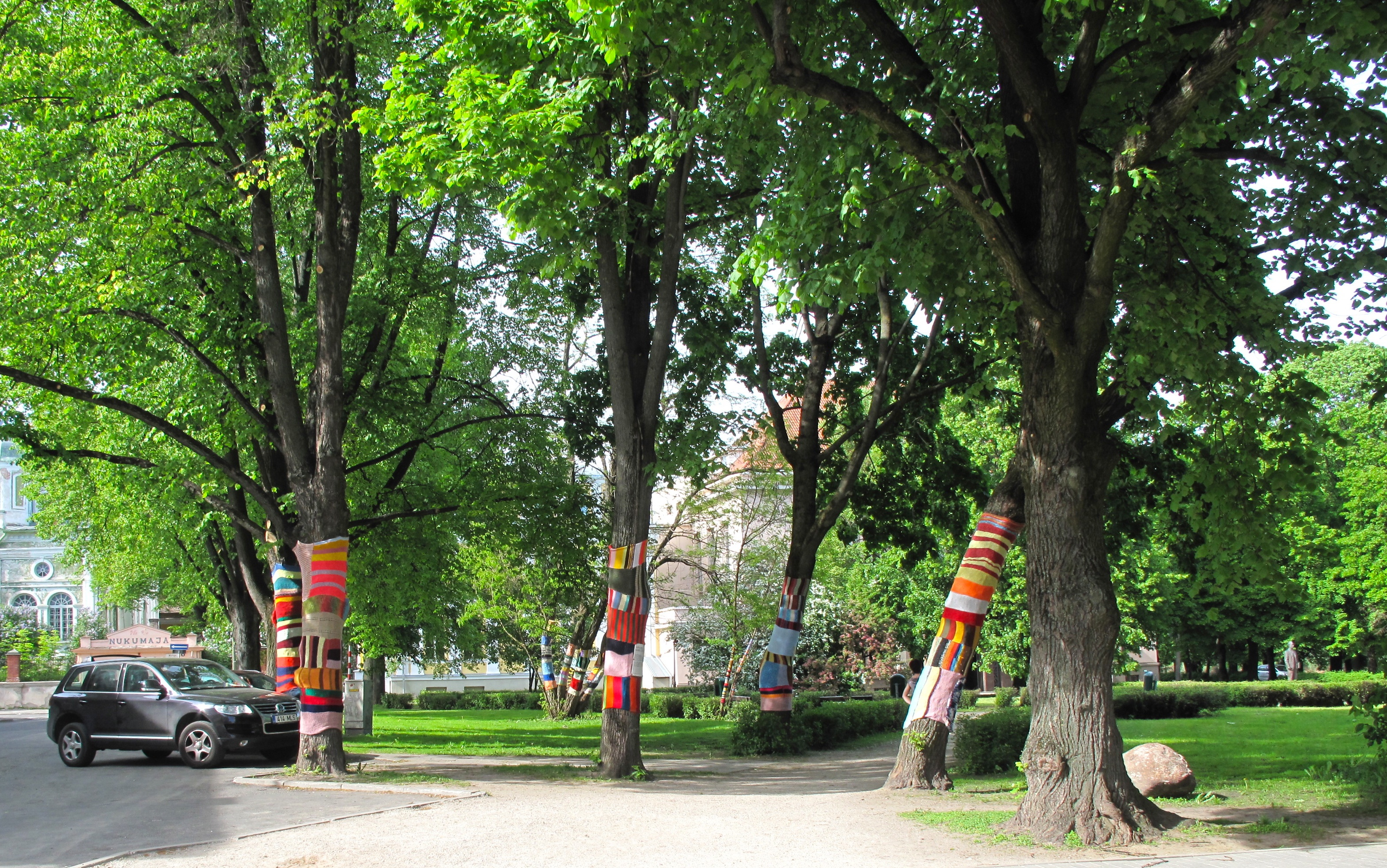
Politseiplats.